# Патаки, Михай
Ми́хай Па́таки (венг. Pataki Mihály; 7 декабря 1893, Будапешт — 28 ноября 1977, Будапешт) — венгерский футболист, игравший на позиции нападающего. По завершении игровой карьеры — тренер, возглавлял сборную Венгрии. Футболист года в Венгрии (1926).
Выступал  за клуб «Ференцварош», а также национальную сборную Венгрии.

## Клубная карьера
В 1908 году начал свои выступления в молодёжной команде клуба «Ференцварош». 12 сентября 1910 года 17-летний игрок дебютировал во взрослой команде «Ференцвароша», в первом же поединке отметился двумя голами. В течение первых трёх сезонов в клубе Патаки становилась победителем национального чемпионата. В течение следующего десятилетия помогал клубу занять второе, третье и четвёртые места. В 1926 году 32-летний Патаки в четвёртый раз стал победителем национального чемпионата, а также получил звание лучшего футболиста Венгрии. На протяжении своей карьеры сыграл на клубном уровне 280 официальных матчей во всех турнирах и отличился 280-ю голами.
Имел привычку в дождливую и зимнюю погоду выступать в белых перчатках, чтобы защитить свои пальцы от прохладной погоды, поскольку любил играть на скрипке.

## Выступления за сборную
В 1912 году дебютировал в официальных матчах в составе национальной сборной Венгрии. В течение карьеры в национальной команде, которая длилась 16 лет, провел в форме главной команды страны 24 матча, забив 21 гол. В 1912 году отметился шестью голами, в двух товарищеских матчах, в ворота сборной Российской империи, матчи проходили в Москве и завершились со счетом 0:9 и 0:12 в пользу венгров.
В составе сборной был участником футбольного турнира на Олимпийских играх 1912 в Стокгольме, на котором венгерская сборная заняла пятое место, выиграв в утешительном финале.

## Тренерская карьера
После завершения карьеры игрока в 1927 году по приглашению Белы Майллингера работал на протяжении 15 лет в «Ференцвароше» на должностях спортивного директора и главного тренера. Затем работал ассистентом в тренерских штабах клуба, в том числе и при Золтане Блуму. В конце тридцатых начал самостоятельную тренерскую карьеру.
В 1930 году непродолжительное время исполнял обязанности главного тренера сборной Венгрии. За время его руководства сборная 2 раза сыграла вничью и потерпела одно поражение:
- Против Швейцарии, 2: 2 (Базель)
- Против Чехословакии, 1: 1 (Прага)
- Против Италии, 0: 5 (Будапешт)

Умер 28 ноября 1977 года на 84-м году жизни в городе Будапешт.

## Достижения
- Чемпионат Венгрии
  - Чемпион (5): 1910/11, 1911/12, 1912/13, 1925/26, 1926/27
  - Серебряный призер (6): 1913/14, 1917/18, 1918/19, 1921/22, 1923/24, 1924/25
  - Бронзовый призер (3): 1919/20, 1920/21, 1922/23
- Кубок Венгрии
  - Обладатель (3): 1913, 1922, 1927
  - Финалист (1): 1912
- Футболист года в Венгрии: 1926

## Статистика выступлений
| Клуб             | Сезон            | Лига | Лига | Кубок Венгрии | Кубок Венгрии | Прочие | Прочие | Итого | Итого |
| Клуб             | Сезон            | Игры | Голы | Игры          | Голы          | Игры   | Голы   | Игры  | Голы  |
| ---------------- | ---------------- | ---- | ---- | ------------- | ------------- | ------ | ------ | ----- | ----- |
| Ференцварош      | 1910/11          | 3    | 2    | 2             | 1             | 3      | 2      | 8     | 5     |
| Ференцварош      | 1911/12          | 13   | 7    | 2             | 0             | 3      | 1      | 18    | 8     |
| Ференцварош      | 1912/13          | 16   | 16   | 2             | 0             | 2      | 3      | 20    | 19    |
| Ференцварош      | 1913/14          | 15   | 11   | 0             | 0             | 0      | 0      | 15    | 11    |
| Ференцварош      | 1914             | 9    | 13   | -             | -             | 0      | 0      | 9     | 13    |
| Ференцварош      | 1915 (в)         | 13   | 18   | -             | -             | 0      | 0      | 13    | 18    |
| Ференцварош      | 1915 (о)         | 0    | 0    | -             | -             | 0      | 0      | 0     | 0     |
| Ференцварош      | 1916             | 0    | 0    | -             | -             | 0      | 0      | 0     | 0     |
| Ференцварош      | 1916/17          | 0    | 0    | -             | -             | 0      | 0      | 0     | 0     |
| Ференцварош      | 1917/18          | 4    | 4    | -             | -             | 0      | 0      | 4     | 4     |
| Ференцварош      | 1918/19          | 19   | 7    | -             | -             | 0      | 0      | 19    | 7     |
| Ференцварош      | 1919/20          | 25   | 13   | -             | -             | 0      | 0      | 25    | 13    |
| Ференцварош      | 1920/21          | 0    | 0    | -             | -             | 0      | 0      | 0     | 0     |
| Ференцварош      | 1921/22          | 20   | 16   | 3             | 2             | 2      | 1      | 25    | 19    |
| Ференцварош      | 1922/23          | 17   | 9    | 3             | 3             | 0      | 0      | 20    | 12    |
| Ференцварош      | 1923/24          | 19   | 12   | -             | -             | 0      | 0      | 19    | 12    |
| Ференцварош      | 1924/25          | 4    | 2    | 1             | 1             | 0      | 0      | 5     | 3     |
| Ференцварош      | 1925/26          | 20   | 10   | 0             | 0             | 0      | 0      | 20    | 10    |
| Ференцварош      | 1926/27          | 12   | 4    | 1             | 1             | 0      | 0      | 13    | 5     |
| Всего за карьеру | Всего за карьеру | 209  | 144  | 14            | 8             | 10     | 7      | 233   | 159   |